# بزرگ‌گوش‌ها
بزرگ‌گوش‌ها (نام علمی: Macrotis) نام سردهای از پستانداران کیسه‌دار در تیره ماهیچه‌کیسه‌ایان (نام علمی: Thylacomyidae) است. به اعضای این سرده بیلبی گفته می‌شود که شامل دو گونه بزرگ‌گوش بزرگ و بزرگ‌گوش کوچک می‌شوند. بزرگ‌گوش کوچک برای واپسین بار در دهه ۱۹۵۰ دیده شد و پس از آن منقرض اعلام شد. امروزه تنها گونهٔ باقی‌مانده از این سرده (بزرگ‌گوش بزرگ) در استرالیای غربی، قلمرو شمالی، و ناحیه کوئینزلند یافت می‌شود.

## واژه‌شناسی
نام بیلبی وام‌واژهای برگرفته از زبان یووالارای بومیان شمال نیو ساوث ویلز است. در این زبان، بیلبی به معنای «موش بینی‌دراز» است.

## گونه‌ها
دو گونه بزرگ‌گوش تا پایان سده نوزدهم میلادی در استرالیا وجود داشتند. از میان این دو، امروزه تنها یکی به زندگی ادامه می‌دهد:
- بزرگ‌گوش بزرگ، M. lagotis
- بزرگ‌گوش کوچک، M. leucura (منقرض)